# 美国陆军特种作战司令部
美国陆军特种作战司令部（英語：United States Army Special Operations Command，字首縮寫為USASOC）是美国陆军负责特种作战的司令部，总部位于北卡罗来纳州布拉格堡，是美国特种作战司令部隶属的最大部门。其职责包括与陆军特种部队有关的组织、训练、教育、人员、装备、经费、管理、行动、部署等。